# Twann–Bahnhof
Twann-Bahnhof est le nom d'un site palafittique préhistorique des Alpes, situé sur les rives du lac de Bienne sur la commune de Douanne dans le canton de Berne, en Suisse.